# Thirteenth exile
Thirteenth exile är ett svenskt industri/electro-band, ett soloprojekt av Henrik Svegsjö, bildat 2003. Skivbolag: Memento Materia.

## Diskografi
- Assorted Chaos and Broken Machinery (2005)
- Into Nothing (2011)